# Estern
Estern ist eine münsterländische Bauerschaft und ein Teil der Stadt Gescher im Kreis Borken in Nordrhein-Westfalen. Bis 1969 war Estern eine Gemeinde im alten Kreis Coesfeld.

## Geografie

Die Bauerschaft Estern westlich von Gescher im 19. Jahrhundert

Estern liegt westlich der Kernstadt Gescher und hat den typischen Charakter einer münsterländischen Bauerschaft ohne verdichteten Siedlungskern. Die ehemalige Gemeinde besaß eine Fläche von 13,4 km². Ein Teil von Estern liegt im Landschaftsschutzgebiet Breul-Estern-Lohner Heide.

## Geschichte
Das Gebiet der Gemeinde Estern gehörte ursprünglich zum Kirchspiel Gescher und nach der Napoleonischen Zeit zunächst zur Bürgermeisterei Gescher im 1816 gegründeten Kreis Coesfeld. Der nördliche Teil der historischen Bauerschaft Estern gehörte seit jeher zum Kirchspiel Stadtlohn, wurde später Teil der Gemeinde Estern-Büren und gehört heute zu Stadtlohn.
Mit der Einführung der Westfälischen Landgemeindeordnung wurde 1843 aus der Bürgermeisterei Gescher das Amt Gescher, zu dem die sechs Gemeinden Büren, Estern, Gescher, Harwick, Tungerloh-Capellen und Tungerloh-Pröbsting gehörten.
Durch das Gesetz zur Neugliederung von Gemeinden des Landkreises Coesfeld wurden am 1. Juli 1969 alle sechs Gemeinden des Amtes Gescher, darunter auch Estern,  zur neuen Stadt Gescher zusammengeschlossen.

## Einwohnerentwicklung

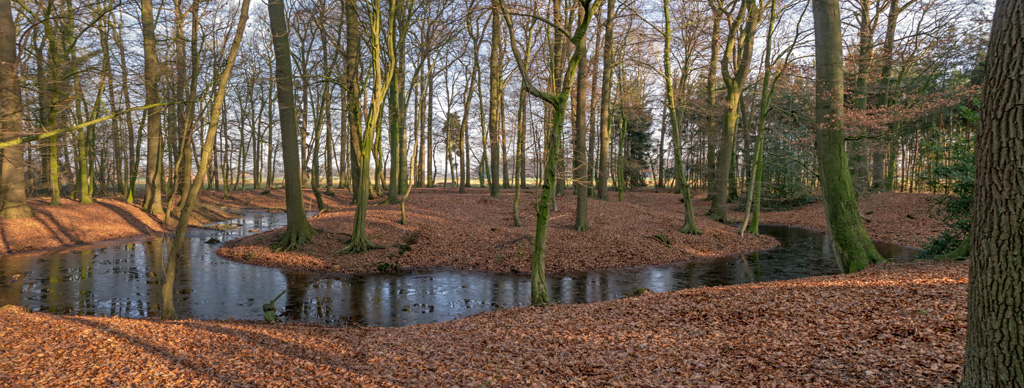
Die „versunkene“ Burg Brockhusen

| Jahr | Einwohner | Quelle |
| ---- | --------- | ------ |
| 1858 | 637       | [ 3 ]  |
| 1885 | 498       | [ 4 ]  |
| 1910 | 464       | [ 5 ]  |
| 1939 | 534       | [ 6 ]  |
| 1950 | 736       | [ 1 ]  |
| 1969 | 496       | [ 1 ]  |

## Gegenwart
Ein Träger des lokalen Brauchtums ist die St. Johannes Schützengilde Estern. In Estern befindet sich der Wertstoffhof des Kreises Borken. Ein Baudenkmal ist die Mäusescheune (Estern 74) und ein Bodendenkmal die „versunkene“ Burg Brockhusen.